# 세속적인 쾌락의 동산
세속적인 쾌락의 동산(네덜란드어: Tuin der lusten)은 히에로니무스 보스가 1490~1510년쯤에 그린 작품으로 1939년부터 현재까지 프라도 미술관에 안치되어있다. 이 작품은 3폭으로 구성되어 있으며 인간의 쾌락이라는 주제로 구성되어있다. 보스의 가장 유명한 작이며 현재까지도 그의 독특한 풍경으로 해석이 난해한 작품으로 손꼽힌다. 인간의 세속적인 탐욕들이 그의 상상에 맞겨져 그려졌다. 왼쪽은 천국을 상징하며, 중간은 인간의 세계, 오른쪽은 지옥을 상징한다. 왼쪽에는 예수처럼 생긴 형상이 있으며 아담과 하와를 그린것으로 보인다. 중간에는 인간의 육욕, 식욕, 그리고 죄악들이 그려졌으며 오른쪽에는 지옥을 상징하듯이 기괴하고 이상한 형체를 가진 자들이 그려졌다.